# Джовани Борджия (инфант на Рим)
Вижте пояснителната страница за други личности с името Джовани Борджия.
Джовани Борджия, познат като Римски инфант (на италиански: Giovanni Borgia, „Infans Romanus“, Джовани Борджа, Инфанс романус; на испански: Juan de Borja, Хуан де Борха; * март 1498, † 1547 или 1548, е аристократ от семейство Борджия, от 1501/1502 до 1503 г. херцог на Камерино, Непи и Палестрина, господар на Ветрала.

## Произход
За детето са издадени две папски були с дата 1 септември 1501 г. В първата, публично оповестена, е написано, че то е незаконен син на Чезаре Борджия, неженен за неизвестна жена, също неомъжена. Във втората, която е тайна, папа Александър VI признава, че детето, което вече е на три годинки, е негов син от жена, разделена от съпруга си (и следователно е полубрат на Чезаре и Лукреция). Първата була изглежда е служила само за заобикаляне на каноничните закони, които не позволяват на папата да припознае незаконно дете, родено по време на неговото папство, докато втората позволява на детето да се възползва от херцогството на Непи, дадено му от папата. Според историка на Борджия, Майкъл Малет, двете противоречиви були вероятно са били необходими, за да се предотврати посочването на детето като незаконен син на папската дъщеря Лукреция, дотолкова че тя носи различни копия на тези документи със себе си, когато се мести във Ферара след третия си брак. Много историци всъщност предполагат, че в действителност Джовани е роден от връзката ѝ с паж на баща ѝ на име Педро Калдерон (или Педро Калдес), познат като „Перото“, отговарящ да я наблюдава по време на нейния период на уединение в манастира Сан Систо след анулирането на брака ѝ с първия ѝ съпруг Джовани Сфорца. Кристофоро Поджо, информатор на Бентивольо, господари на Болоня, съобщава, че Перото е изчезнал и се твърди, че е бил затворен, защото е забременил Лукреция. Малко след това Йоханес Буркард, церемониалмайстор по време на понтификата на папа Александър VI, пише в своя Liber Notarum, че на 14 февруари 1498 г. тялото на Перото е намерено в река Тибър. Марин Санудо съобщава в своя Дневник, че тялото на Пантазилея, прислужницата на Лукреция, която вероятно е прикрила аферата на господарката си, също е намерено в Тибър. В доклад от 15 март 1498 г. Джовани Алберто дела Пиня, венециански оратор, съобщава на херцог Ерколе I д’Есте, че Лукреция вероятно е родила син. Въпреки това истинността на този факт е съмнителна, като се има предвид, че не се знае нищо повече за предполагаемото дете, родено от Лукреция през 1498 г.: според Сара Брадфорд, английската биографка на Лукреция Борджия, новороденото може да е починало при раждането или малко след това; тази хипотеза е подкрепена от факта, че много нейни бременностите са завършили с аборт. Според други историци обаче фактът, че Йоханес Буркард (като цяло считан за обективен източник), докато говори за Перото, не говори за евентуалната бременност на Лукреция като мотив за нейното убийство и най-вече, че слуховете за бременността ѝ произхождат в Болоня и Венеция, вместо в Рим, където са се случили събитията, е доказателство, че бременността ѝ в този период е измислица.
Тази фантомна бременност на Лукреция (вероятно потвърдена от убийството на Перото и Пантазилея) се случва в сложен момент от нейния живот и за нейната репутация. По време на преговорите за анулиране на брака ѝ (оправдано според папата от импотентността на съпруга ѝ Джовани Сфорца, който не е консумирал брака), Сфорца обвинява папата в кръвосмешение с Лукреция. Тази новина получава широк отзвук както в италианските, така и в чуждите дворове. Раждането на Джовани Борджия през този период води до хипотезата, че детето е резултат от кръвосмешение между Лукреция и баща ѝ. Когато втората була е намерена през 1506 г., тезата за кръвосмешението по бащина линия се връща на мода, заедно с тази за кръвосмешението с братята ѝ Чезаре и Джовани (въпреки че Лукреция изобщо не се споменава) до XIX век.

## Биография

### Ранни години
Семейството на Джовани са каталонци от Испания, по-точно от Кралство Валенсия, които през XV век емигрират в Италия и там успешно се състезават с могъщите италиански благороднически семейства. Въпреки това те винаги са поддържали испанските си корени и Джовани говори каталонски – езикът, използван от италианските Борджия в семейството. Освен това винаги подписва писмата си с Хуан де Борха – испанската версия на името му. Предполага се, че е кръстен на Джовани Борджия – любимият син на папата, убит година преди раждането на Джовани. 
Джовани е роден, когато папа Александър VI и по-големите му деца Чезаре и Лукреция са върха на своята власт и са известни в цяла Европа. Когато той е на три години, папата му дава няколко херцогства, създадени специално за него. Родриго Борджия, който става папа през 1492 г., е известен с това, че публично, възмутително и с „безгранична алчност“ преследва напредъка на децата си, които обожава, като ги обсипва с титли и земи. На 2 септември 1501 г. – денят след легитимирането му, той прави Джовани херцог на Непи и на Палестрина, с прилежащите земи, които той е иззел от семействата Гаетани и Колона. Когато синът му Чезаре гони и удушва 82-годишния Джулио Чезаре да Варано от неговото княжество Камерино по време на кампанията му в Романя през 1502 г., папата се възползва от възможността да даде на Джовани още една титла, като му дава Камерино като херцогство. Малко след брака на дъщеря му Лукреция с Алфонсо д'Есте Александър VI също лишава Ранучо дели Отони от собствеността му в Мачерата в полза на Джовани.
Джовани израства в Рим, където често се показва публично заедно с папата и Родриго Арагонски – син на папската дъщеря Лукреция Борджия от втория ѝ брак. Двете момчета са под официалното настойничество на кардинала на Козенца и вероятно споделят едно домакинство, защото Лукреция поръчва две виолетови копринени наметала за тях от Ферара на 9 август 1502 г.. От ноември 1501 г. Джовани е под настойничеството на кардинал Иполито I д'Есте – брат на третия съпруг на Лукреция Алфонсо д'Есте. Смятан за неин полубрат, Джовани е много харесван от семейство Есте. Според историци, които подкрепят майчинството на Лукреция, фактът, че е бил третиран като неин полубрат, е било само метод за запазване на имиджа ѝ.

### След смъртта на папа Александър VI
През август 1503 г., само една година след издигането на Джовани за херцог на Камерино, папа Александър VI умира. Синът му Чезаре, от когото сега зависи цялата власт и оцеляването на семейство Борджия, не е в състояние да поддържа завоеванията си без баща си. Семейство Да Варано бързо си връща притежанието на Камерино, така че херцогството на Джовани съществува само на хартия, а Борджиите са заобиколени от враговете си в Рим. В тази опасна ситуация Чезаре кара 4-годишния Джовани, Родриго Арагонски и собствените му деца Джироламо и Камила да бъдат докарани от обсадения Ватикан на безопасно място в замъка Сант Анджело. После Джовани бяга заедно с Родриго Арагонски, Родриго Борджия (друг незаконен син на Александър VI), Чезаре Борджия, Гофредо Борджия и дългогодишната метреса на покойния папа Ваноца Катанеи в Чивита Кастелана.
Очевидно Лукреция, която успява да се задържи като херцогиня на Ферара дори след падането на семейството си, се погрижва за образованието и възпитанието на Джовани. През февруари 1506 г. за първи път отново е открита следа от Джовани. Регистър на разходите на Лукреция показва, че по това време той е отседнал в Бари със сина ѝ Родриго Арагонски, където е херцогиня лелята на Родриго Изабела Арагонска. Двете момчета имат един и същ учител там на име Балдасар Бонфильо. През октомври 1506 г. Джовани се появява в Карпи (вероятно в седалището на семейство Пио), където е отведен със сина на Чезаре, Джироламо. Той е е посрещнат и образован там от Алберто Пио, феодал на Есте и племенник на Джовани Пико дела Мирандола, за да се опита да си върне благоволението на семейство Есте, след като е оказал гостоприемство на капелана на папа Юлий II. Юлий II е този, който отчуждава имотите на Джовани и на Родриго Арагонски. По-късно през годината Лукреция го кара да дойде оттам във Ферара, но през ноември той се връща в Карпи, защото Лукреция му изпраща фино бельо там.
През 1508 г. Джовани се събира отново с Родриго Арагонски в Бари. Лукреция изпраща дрехи и за двамата и възлага на новия учител на момчетата, Бартоломео Грото, да купи копие на Вергилий за Джовани.
След като пораства, Лукреция се опитва да му намери място за живеене. Поради тази причина го кара първо да отиде в Неапол при брат ѝ Гофредо, но след смъртта му през януари 1517 г. той се връща във Ферара, където е посрещнат с малък антураж, съставен от интендант, оръженосец и шут. Там образованието му е поверено на писателя Бартоломео Грото. През май един от хората му убива оръженосец на синовете на херцог Алфонсо I д'Есте. Херцогът, разгневен от такъв „жесток и арогантен случай“, е решен да го арестува и арестува някои от слугите на Джовани, които са заподозрени, че са помогнали на виновника да избяга. Самият Джовани напуска Ферара за Рим, преди Алфонсо да се върне от Венеция на 3 юни. Предполага се, че това е така, защото той „вече не се радва на благоволението на херцога“.
Лукреция също е разстроена от инцидента, но винаги е загрижена за благосъстоянието на Джовани. В началото на септември е казано, че Джовани вече ще получава пенсия от френския крал Франсоа I и ще пътува до Франция. Това определено е идеята на Лукреция. Тя пише на Джовани представящо писмо и нейният агент съобщава, че френският крал му е отговорил любезно за „услугата“, която тя поисква – вероятно позиция във френския двор за Джовани. Алфонсо I, който отсяда редовно във френския двор, също обещава на съпругата си в писмо: „Ще направя всичко, което мога за него, от любов към теб.“ През декември 1518 г. той представя Джовани на краля в Париж. Джовани обявява, че е готов да направи всякакви услуги и кралят и майка му „го посрещат много любезно, когато ги посещава всеки ден“. Лукреция благодари на съпруга си за всички грижи и благосклонност, които е показал „това, братко мой“, но в крайна сметка нищо не се случва за Джовани във Франция. На 21 януари агентът на Лукреция докладва: „Големите обещания, дадени на Ваше Височество за Дон Хуан, ми се струват изпълнени с изключително хладнокръвие и се съмнявам, че той ще пожелае да остане тук повече за своя сметка.“ Не е известно дали младият мъж някога е постигнал благоволение или положение във Франция. Със свадлив и разточителен характер, всъщност Джовани придружава херцога на Ферара до двора на Франция, придружен от двама аристократи от Ферара, носейки подаръци на кралица Клод. Въпреки усилията на свитата му крал Франсоа I, непонасящ неподходящото поведението му, го кара да се върне в Рим.

### Последни години и смърт
След смъртта на Лукреция Борджия през юни 1519 г. няколко години не се чува нищо повече за Джовани. Едва през 1530 г. той се появява отново като претендент за Херцогство Камерино. Той се опитва да отстоява претенциите си като първи херцог на Камерино, когато през 1527 г. наследяването на херцогството от Да Варано е оспорвано между непълнолетна дъщеря Джулия да Варано и извънбрачен син на дома. Като се позовава на инвеститурата, дадена му от папа Александър VI, Джовани се обръща и към император Карл V, който по това време живее в Болоня, като очевидно пътува до там през декември 1529 г. Императорът го съветва да предприеме правни действия директно с папата в Рим. Тогава Джовани пише на херцог Алфонсо I д'Есте и го моли за подкрепа. Алфонсо му дава няколко документа от времето на папа Александър VI, засягащи правата му върху Камерино и които съпругата му Лукреция е взела със себе си във Ферара. Искът на Джовани обаче е отхвърлен от папския съд на 7 юни 1532 г. и той трябва да плати съдебните разноски. Папа Климент VII дори му забранява да безпокои Да Варано с други претенции. В жалбата си Джовани описва себе си като оратор на папата и е наречен domicellus romanus principalis, което показва, че заема позиция в папския двор и живее в Рим като виден благородник.
Някои изследователи съобщават, че Джовани е починал през 1547 г. в Генуа. Това се основава от писмото от 19 ноември 1547 г., написано от пратеник на Ферара в Рим до херцог Ерколе II д’Есте (син на Алфонсо I и Лукреция Борджия):
| „ | Дон Джовани Борджия почина в Генуа. Говори се, че той е инвестирал много хиляди дукати във Валенсия. Тук (в Рим) той има малко дрехи, два коня и лозе на стойност около 300 дуката. Тъй като той не е направил завещание, наследството му ще отиде отчасти при Ваше Превъзходителство и Вашите братя, отчасти при местните благородници Матеи, отчасти при херцога на Гандия [сина на Джовани Борджия ] и децата на херцога на Валенсия [незаконните деца на Чезаре Борджия – Джероламо и Камила], ако не им противоречи фактът, че са извънбрачни деца. Няма да пропусна да попитам за средствата във Валенсия и след това да уведомя Ваше Превъзходителство | “ |

Други твърдят, че той е бил все още жив през 1548 г. В историографията обаче е сигурно, че той е починал преди 1550 г.

## Джовани Борджия в културата
Джовани е изобразяван като син на Лукреция в много литературни и филмови адаптации, или с Перото, Чезаре, Хуан или папата.
- В драмата си Лукреция Борджия (1833) Виктор Юго се справя със слуховете за Джовани Борджия, като дава на Лукреция син на име Дженаро, който е резултат от кръвосмешение с нейния брат Джовани
- В минисериала на Би Би Си Борджиите (1981) Джовани се появява като син на Лукреция от нейния баща.
- В испанския филм Los Borgia (2006) Джовани е синът на Лукреция от нейния любовник Перото.
- В романа на Марио Пузо Семейството (2002) Джовани е син на Лукреция с нейния брат Чезаре.
- В телевизионния сериал „Борджиите“ Джовани е синът на Лукреция с любовник на име Паоло.
- В романа на Хела Хаасе Аленият град (S. Fischer, Франкфурт на Майн 1955 г.) Джовани се опитва да разгадае тайната на своя произход. Първоначално той подозира, че е син на Лукреция. В крайна сметка той е убеден, че е син на Джулия Фарнезе и Александър VI.